# Ceife Adaulá
Ali ibne Abu Alhaija Abedalá ibne Hamadã ibne Alharite Ataglibi (em árabe: سيف الدولة أبو الحسن ابن حمدان‎‎; romaniz.: Ali ibn Abu al-Haija ʿAbd Allāh ibn Ham(a)dan ibn al-Harith at-Taglibi),[a] mais conhecido simplesmente por seu lacabe (epíteto honorífico) de Ceife Adaulá ("espada da dinastia"), foi o fundador do Emirado de Alepo, que compreendeu boa parte do norte da Síria e porções do oeste da Jazira, e o irmão de Haçane ibne Abedalá ibne Hamadã (melhor conhecido como Nácer Adaulá).
O membro mais proeminente da dinastia, Ceife Adaulá originalmente serviu sob seu irmão mais velho nas tentativas do último de estabelecer seu controle sobre o fraco governo abássida em Bagdá durante o começo da década de 940. Após falhar nesses empreendimentos, o ambicioso Ceife Adaulá virou-se à Síria, onde confrontou as ambições dos iquíxidas do Egito para controlar a província. Após duas guerras com eles, sua autoridade sobre o norte da Síria, centrada em Alepo, e no oeste da Jazira, centrada em Maiafarquim, foi reconhecida pelos iquíxidas e o califa. Uma série de rebeliões tribais atormentaram seu reino até 955, mas foi bem-sucedido em suprimi-las e manter a aliança das mais importantes tribos árabes. A corte de Ceife Adaulá em Alepo tornou-se centro de uma vida cultural vibrante, e o círculo literário que reuniu em torno de si, incluindo o grande Almotanabi, ajudou-lhe a assegurar sua fama pela posteridade.
Ceife Adaulá foi amplamente celebrado por seu papel nas Guerras bizantino-árabes, enfrentando um Império Bizantino ressurgente que no começo do século X havia começado a reconquistar territórios muçulmanos. Nessa luta contra um inimigo muito superior, lançou raides fundo em território bizantino e conseguiu alguns poucos sucessos, e no geral manteve a vantagem até 955. Depois disso, o novo comandante bizantino, Nicéforo Focas, e seus tenentes lideraram uma ofensiva que quebrou o poder hamadânida. Os bizantinos anexaram a Cilícia e ocuparam Alepo brevemente em 962. Os anos finais de Ceife Adaulá foram marcados por derrotas militares, sua incapacidade crescente como resultado de uma enfermidade, e um declínio em sua autoridade que levou a revoltas de alguns de seus tenentes mais íntimos. Ele morreu no começo de 967, deixando um reino muito enfraquecido, que cerca de 969 perdeu Antioquia e o litoral sírio para os bizantinos e tornou-se tributário imperial.

## Vida

### Origem e família

Árvore genealógica dos hamadânidas

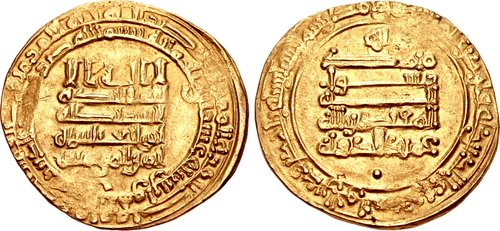
Dinar de ouro de Almoctadir r. com os nomes de seu herdeiro Abu Alabás e vizir Amide Adaulá

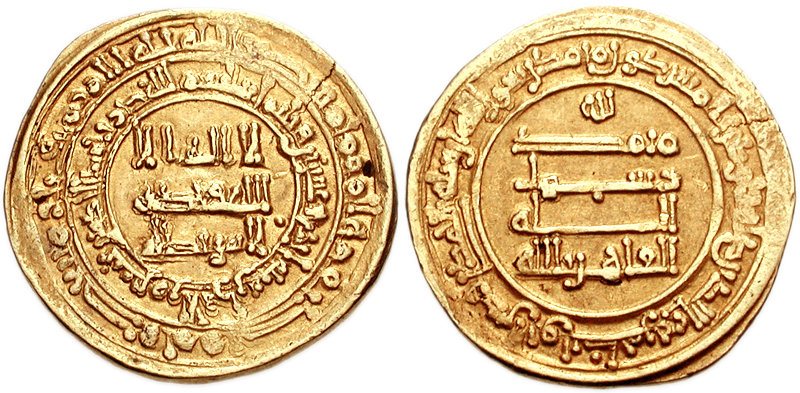
Dinar de ouro de Alcair r.

Ceife Adaulá nasceu Ali ibne Abedalá, o segundo filho Abedalá Abu Alhaija ibne Hamadã (m. 929), filho de Hamadã ibne Hamadune, que deu seu nome a dinastia hamadânida. Os hamadânidas foram um ramo dos Banu Taglibe, uma tribo árabe residente na área da Jazira (Mesopotâmia Superior) desde tempos pré-islâmicos. Os taglibitas tradicionalmente controlaram Moçul e sua região até o final do século IX, quando o governo abássida tentou impor um controle mais firme sobre a província. Hamadã ibne Hamadune foi um dos mais determinados líderes taglibitas a opôr-se a este movimento. Notadamente, em seu esforço para afastar os abássidas, assegurou uma aliança dos curdos residentes nas montanhas ao norte de Moçul, um fato que seria de considerável importância na fortuna posterior de sua família. Os membros da família casaram com curdos, que foram também proeminentes no exército hamadânida.
Hamadã foi derrotado em 895 e preso com seus parentes, mas seu filho Huceine ibne Hamadã conseguiu assegurar a fortuna da família. Ele reuniu tropas para o califa entre os taglibitas em troca de remissões tributárias, e estabeleceu um comando influente na Jazira ao atuar como mediator entre as autoridades abássidas e a população árabo-curda. Foi essa forte base local que permitiu a família sobreviver sua relação frequentemente tensa com o governo central abássida em Bagdá durante o começo do século X. Huceine foi um general bem-sucedido, distinguindo-se contra os carijitas e tulúnidas, mas foi desonrado após apoiar uma usurpação falha de Abedalá ibne Almutaz em 908. Seu irmão mais jovem Ibraim foi governador de Diar Rebia (a província em torno de Nísibis) em 919 e após sua morte no ano seguinte foi sucedido por outro irmão, Daúde. O pai de Ceife Adaulá, Abedalá, serviu como emir (governador) de Moçul em 905/6-913/4, foi repetidamente desonrado e reabilitado, até reassumir controle de Moçul em 925/6. Gozando de firmes relações com o poderoso Munis Almuzafar, mais tarde desempenhou um papel relevante na usurpação de curta duração de Alcair contra Almoctadir (r. 908–932) em 929, e foi morto durante sua supressão.
Apesar do fracasso do golpe e sua morte, Abedalá foi capaz de consolidar seu controle sobre Moçul, tornando-se o fundador virtual de um emirado hamadânida lá. Durante sua longa ausência em Bagdá em seus anos finais, Abedalá relegou a autoridade sobre Moçul para seu filho mais velho, Haçane, o futuro Nácer Adaulá. Após a morte de Abedalá, a posição de Haçane em Moçul foi ameaçada por seus tios, e não foi até 935 que ele foi capaz de assegurar a confirmação por Bagdá de seu controle sobre Moçul e a Jazira inteira até a fronteira bizantina.

### Início da carreira sob Haçane Nácer Adaulá

Mapa da Jazira (Mesopotâmia Superior), o território e principal base de poder dos hamadânidas

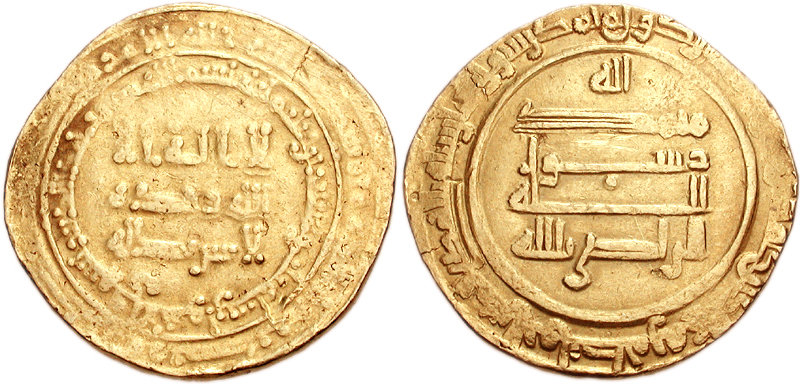
Dinar de ouro de Arradi r.

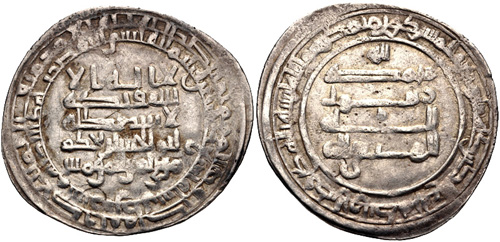
Dirrã de prata de 329 A.H. (940/941), com os nomes do califa Almutaqui r. e Bajecã

Ali ibne Abedalá começou sua carreira sob seu irmão. Em 936, Haçane convidou-o para seu serviço, prometendo-lhe o governo de Diar Baquir (a região em torno de Amida) em troca de sua ajuda contra Ali ibne Jafar, o governador rebelde de Maiafarquim. Ali ibne Abedalá foi bem-sucedido em evitar que ibne Jafar recebesse a assistência de seus aliados armênios, e também assegurou controle sobre as porções setentrionais da província vizinha de Diar Modar após subjugar as tribos cais da região em torno de Saruje. Dessa posição, também lançou expedições para ajudar os emirados muçulmanos da zona fronteiriça bizantina (o tugur) contra os avanços bizantinos, e interveio na Armênia para reverter a influência bizantina crescente.
No meio tempo, Haçane envolveu-se nas intrigas da corte abássida. Desde o assassinato do califa Almoctadir em 932, o governo abássida tinha tudo mas colapsou, e em 936 o poderoso governador de Uacite, Maomé ibne Raique, assumiu o título de emir de emires ("comandante de comandantes") e com ele de facto controlou o governo. O califa Arradi (r. 934–940) foi reduzido a um papel figurativo, enquanto a extensiva e velha burocracia civil foi drasticamente reduzido em tamanho e poder. A posição de ibne Raique era nada além de seguro, contudo, logo uma complicada luta pelo controle do ofício de emir de emires, e o califado com ele, eclodiu entre os vários governantes locais e os chefes militares turcos, que terminou em 946 com a vitória dos buídas.
Haçane inicialmente apoiou ibne Raique, mas em 942 assassinou-o e assegurou para si o posto de emir de emires, recebendo o lacabe honorífico de Nácer Adaulá ("defensor da dinastia"). Os albáridas, a família local de Baçorá, que também desejava controlar o califa, continuou a resistir, e Nácer Adaulá agora enviou Ali contra eles. Depois de conseguir uma vitória sobre Abu Huceine Albaridi em Almadaim, Ali foi nomeado governador de Uacite e recompensado com o lacabe de Ceife Adaulá ("espada da dinastia") pelo qual se tornou famoso. Essa dupla recompensa aos irmãos hamadânidas marcou a primeira vez que um lacabe incorporando o prestigioso elemento Adaulá foi conferido a alguém diferente do vizir, o ministro chefe califal.
O sucesso dos hamadânidas foi de curta duração, contudo. Eles estavam politicamente isolados, e encontraram pouco apoio entre os mais poderosos vassalos do califado, os samânidas da Transoxiana e Maomé ibne Tugueje do Egito. Consequentemente, quando em 943 um motim sobre problemas de pagamento eclodiu entre suas tropas (sobretudo composta de turcos, dailamitas, carmatas e apenas alguns poucos árabes), sob a liderança do turco Tuzum, eles foram forçados a fugir de Bagdá. O califa Almutaqui (r. 940–944) nomeou Tuzum como emir de emires, mas logo brigou com ele e fugiu ao norte para procurar a proteção hamadânida. Tuzum, contudo, derrotou Nácer Adaulá e Ceife Adaulá no campo, e em 944 um acordo foi concluído que permitiu os hamadânidas manter a Jazira e mesmo ganhar a autoridade nominal sobre o norte da Síria (que à época não estava sobre controle da família), em troca de um grande tributo. Dai em diante, Nácer Adaulá seria tributário de Bagdá. Contudo, suas tentativas contínuas para controlar Bagdá levaram a um conflito com os buídas. Posteriormente, em 958/9, Nácer Adaulá seria forçado a procurar refúgio na corte de seu irmão, antes de Ceife Adaulá poder negociar seu retorno para Moçul com o emir buída Muize Adaulá.

### Estabelecimento do Emirado de Alepo

Síria (Bilade Xame) e suas províncias nos séculos IX-X

O norte da Síria esteve sob controle de Maomé ibne Tugueje desde 935/6, até ibne Raique destituí-lo do controle egípcio em 939/40. Em 942, quando Nácer Adaulá substituiu o assassinado ibne Raique, tentou impor seu controle sobre toda a região, e particularmente a província particular de ibne Raique de Diar Modar. As tropas hamadânidas tomaram controle do vale do rio Balique, mas os magnatas locais ainda estavam inclinados a Maomé, e a autoridade hamadânida foi tênue. Maomé não interveio diretamente, mas apoiou Adlal Baquejami, o governador de Arraba. Baquejami capturou Nísibis, onde Ceife Adaulá deixou seus tesouros, mas foi finalmente derrotado e capturado pelo primo de Ceife Adaulá, Abu Abedalá Huceine ibne Saíde ibne Hamadã, e executado em Bagdá em maio de 943. Huceine então avançou para ocupar a província inteira, de Diar Modar ao tugur. Raca foi expugnada, mas Alepo rendeu-se sem luta em fevereiro de 944. Almutaqui agora enviou mensagens para Maomé, solicitando por seu apoio contra os vários senhores que queriam controlá-lo. Os hamadânidas confinaram o califa em Raca, mas no verão de 944 Maomé chegou na Síria. Huceine abandonou Alepo ao egípcio, que então visitou o califa exilado em Raca. Almutaqui confirmou o controle de Maomé sobre a Síria, mas depois o califa recusou-se a deslocar-se para o Egito, levando o governante egípcio a recusar-se a ajudá-lo mais contra seus inimigos. Maomé retornou ao Egito, enquanto Almutaqui, sem poder e abatido, retornou para Bagdá, apenas para ser cegado e deposto por Tuzum.
Foi nesse contexto que Ceife Adaulá virou sua atenção à Síria. Nos anos anteriores teve uma série de humilhações pessoais, com derrotas em campo nas mãos de Tuzum após falhar em persuadir Almutaqui a nomeá-lo emir de emires. Foi durante a última tentativa que também teve um de seus rivais, Maomé ibne Inal Turjumã, assassinado. Como Thierry Bianquis escreve, após o fracasso dos desígnios de seu irmão no Iraque, a virada de Ceife Adaulá à Síria "nasceu de ressentimento quando, tendo retornado para Nísibis, encontrou-se subempregado e porcamente pago". Nácer Adaulá parece tê-lo encorajado a virar-se à Síria após o fracasso de Huceine lá, escrevendo para Ceife Adaulá que a "Síria fica diante de você, não há ninguém nessa terra que pode impedi-lo de tomá-la". Com dinheiro e tropas fornecidas por seu irmão, Ceife Adaulá invadiu o norte da Síria na sequência da partida de Maomé. Ganhou o apoio da tribo local dos quilabitas, da qual pertencia o governador de Maomé em Alepo, Abu Alfate Otomão ibne Saíde Alquilabi, que entrou na cidade sem oposição em outubro de 944.

#### Conflito com Maomé ibne Tugueje

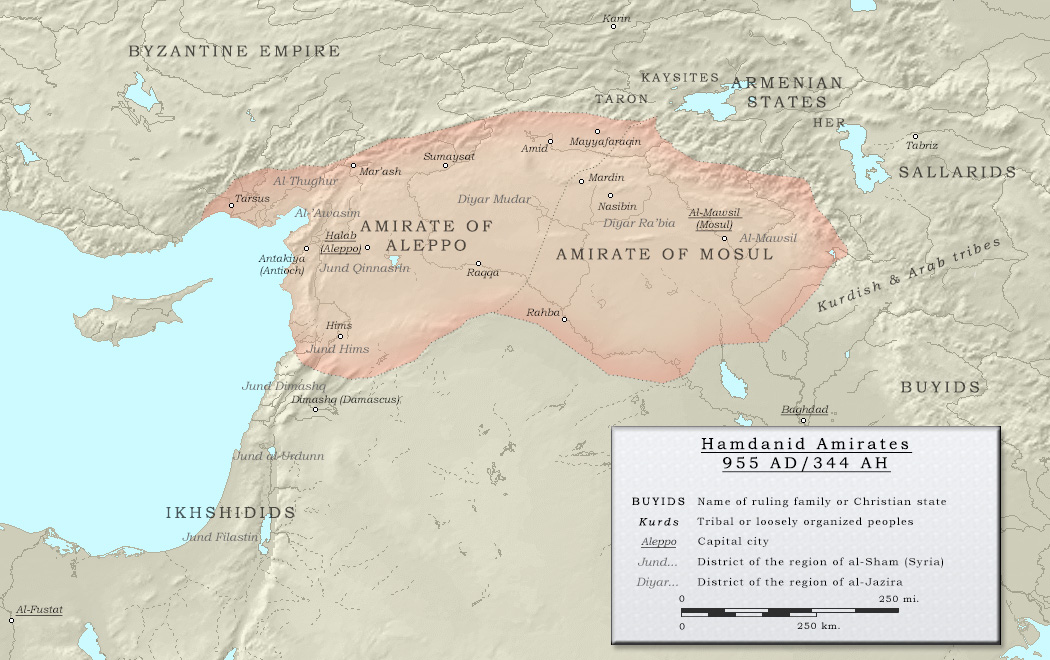
Emirado hamadânida em 955

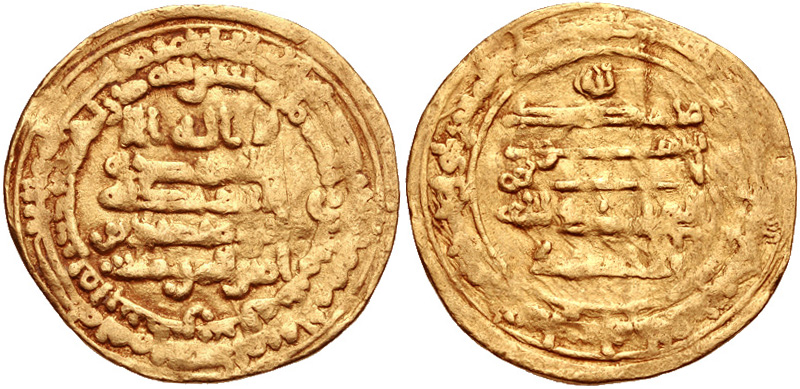
Dinar de ouro do emir iquíxida Maomé ibne Tugueje r.

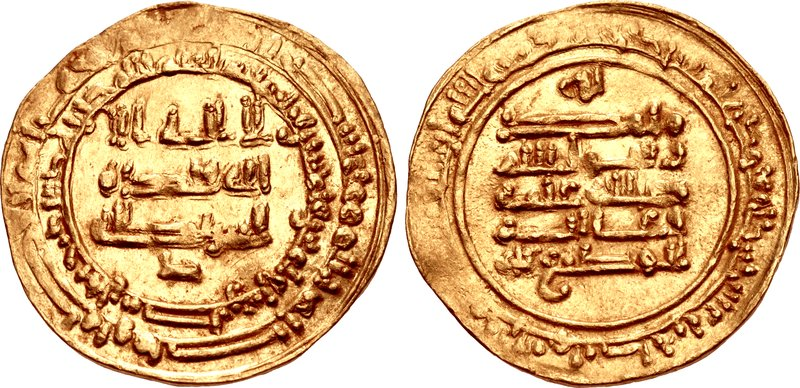
Dinar de ouro de Abul Misque Cafur r.

Maomé reagiu, e enviou um exército ao norte sob Abul Misque Cafur para confrontar Ceife Adaulá, que estava sitiando Homs. Na batalha subsequente, os hamadânidas conseguiram uma vitória esmagadora. Homs então abriu suas portas, e Ceife Adaulá fixou seu olhar em Damasco. Ele brevemente ocupou a cidade no começo de 945, mas foi forçado a abandoná-la em faça da hostilidade dos cidadãos. Em abril de 945, Maomé liderou um exército na Síria, embora ao mesmo também também ofereceu termos para Ceife Adaulá, propondo aceitar o controle hamadânida sobre o norte da Síria e o tugur. Ceife Adaulá rejeitou as propostas de Maomé, mas foi derrotado em batalha em maio/junho e forçado a retirar-se para Raca. O exército egípcio avançou para invadir as cercanias de Alepo. No entanto, em outubro os dois lados chegaram a um acordo muito similar àquele de Maomé: o governante egípcio reconheceu o controle hamadânida sobre o norte da Síria, e inclusive consentiu enviar um tributo anual em troca da renúncia de Ceife Adaulá de todas as reivindicações sobre Damasco. O pacto foi selado pelo casamento de Ceife Adaulá com uma sobrinha de Maomé, e o nome domínio de Ceife Adaulá recebeu a sanção — puramente formal — do califa, que também reafirmou seu lacabe, logo depois.
A trégua com Maomé durou até a morte deste em julho de 946 em Damasco. Ceife Adaulá imediatamente marchou para sul, tomou Damasco e então avançou à Palestina. Lá foi confrontado novamente por Cafur, que derrotou o príncipe hamadânida numa batalha travada em dezembro. Ceife Adaulá então retirou-se para Damasco, e de lá para Homs. Lá, reuniu suas forças, incluindo grandes contingentes árabes tribais, e na primavera de 947, tentou recuperar Damasco. Novamente foi derrotado em batalha e no rescaldo os iquíxidas ocuparam Alepo em julho. Cafur, o líder iquíxida de facto após a morte de Maomé, não pressionou seu avançou, mas começou negociações. Para os iquíxidas, a manutenção de Alepo era menos importante que o sul da Síria com Damasco, que era o baluarte oriental do Egito. Tão logo seu controle sobre essa região não estava ameaçado, os egípcios estavam mais que dispostos a permitir a existência de um Estado hamadânida no norte. Além disso, os iquíxidas perceberam que teria dificuldade em estabelecer e manter controle sobre o norte da Síria e Cilícia, que estavam tradicionalmente orientadas em direção da Jazira e Iraque. O Egito, que estava ameaçado à época pelos fatímidas no oeste, não seria somente poupado do custo de manter um grande exército nestes territórios distantes, mas o Emirado hamadânida cumpriria o papel útil de Estado tampão contra incursões do Iraque e também do Império Bizantino. O acordo de 945 foi reiterado , com a diferença de que os iquíxidas deixaram de pagar tributo por Damasco. A fronteira assim estabelecida, entre o norte da Síria influenciado pela Jazira e o sul controlado pelo Egito, durou até os mamelucos tomarem o país inteiro em 1260.
Ceife Adaulá, que retornou para Alepo no outono, era agora senhor de um extenso reino: as províncias sírias setentrionais (os jundes de Hims, Quinacerim e Alauacim) numa linha que percorreu do sul de Homs à costa próximo de Tartus, e boa parte de Diar Baquir e Diar Modar no norte da Jazira. Ele também exerceu suserania — sobretudo nominal — sobre as cidades da fronteira bizantina na Cilícia. O domínio de Ceife Adaulá com um "Estado siro-mesopotâmico", na expressão do orientalista Marius Canard, e foi extenso o suficiente para requerer duas capitais: junto com Alepo, que torno-se a principal residência de Alepo, Maiafarquim foi selecionada como a capital das províncias jaziranas. A último foi deixada ostensivamente a cargo de seu irmão Nácer Adaulá, mas na realidade, o tamanho e importância política do emirado de Ceife Adaulá permitiu-o efetivamente eliminar a tutela de Nácer Adaulá. Embora Ceife Adaulá continuou a mostrar a seu irmão a devida deferência, dai em diante, suas posições seria revertidas.

#### Revoltas tribais árabes
A parte de seu confronto com os iquíxidas, a consolidação do reino de Ceife Adaulá foi ameaçada pela necessidade de manter boas relações com as inquietas tribos árabes nativas. O norte da Síria à época estava sob controle de várias tribos árabes, que residiam na região desde o período omíada, e em muitas casos antes disso. A região em torno de Homs foi assentada pelos calbitas e taitas, enquanto o norte, uma faixa ampla de terra do Orontes até além do Eufrates foi controlada pelas tribos nômades caicitas ucailitas, numairitas cabitas e cuxairitas, bem como os já mencionados quilabitas em torno de Alepo. Mais ao sul, os originalmente iemenitas tanuquitas estavam em torno de Maarate Anumane, enquanto na costa estavam os baraitas e curdos.
Em sua relação com eles, Ceife Adaulá apropriou-se do fato de que era árabe, diferente de muitos governantes contemporâneos no Oriente Médio islâmico, que eram senhores turcos ou iranianos que ascenderam das fileiras dos escravos militares (gulans). Isso ajudou-o a ganhar apoio entre as tribos árabes, e os beduínos desempenharam papel proeminente em sua administração. Contudo, em concordância com a prática abássida tardia familiar a Ceife Adaulá e comum nos Estados muçulmanos do Oriente Médio, o Estado hamadânida foi pesadamente resiliente e consideravelmente dominado por seus gulans, sobretudo turcos. Isso é mais evidente na composição de seu exército: junto com a cavalaria árabe, que era frequentemente não confiável e movida mais pelo saque do que lealdade ou disciplina, os exércitos hamadânidas fez uso pesado de dailamitas como infantaria pesada, turcos como arqueiros a cavalo, e curdos como cavalaria leve. Essas forças foram complementadas, especialmente contra os bizantinos, por guarnições do tugur, dentre os quais muitos voluntários (gazi) do mundo islâmico.

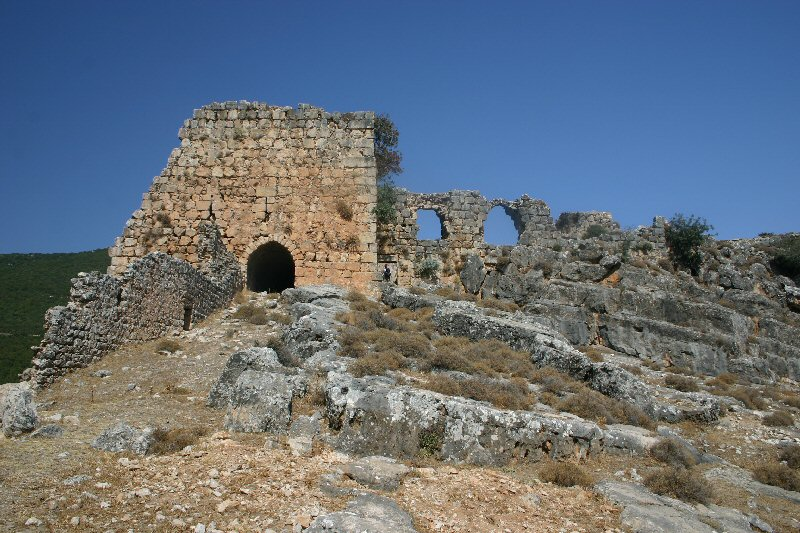
Ruínas do Casto de Barzuia

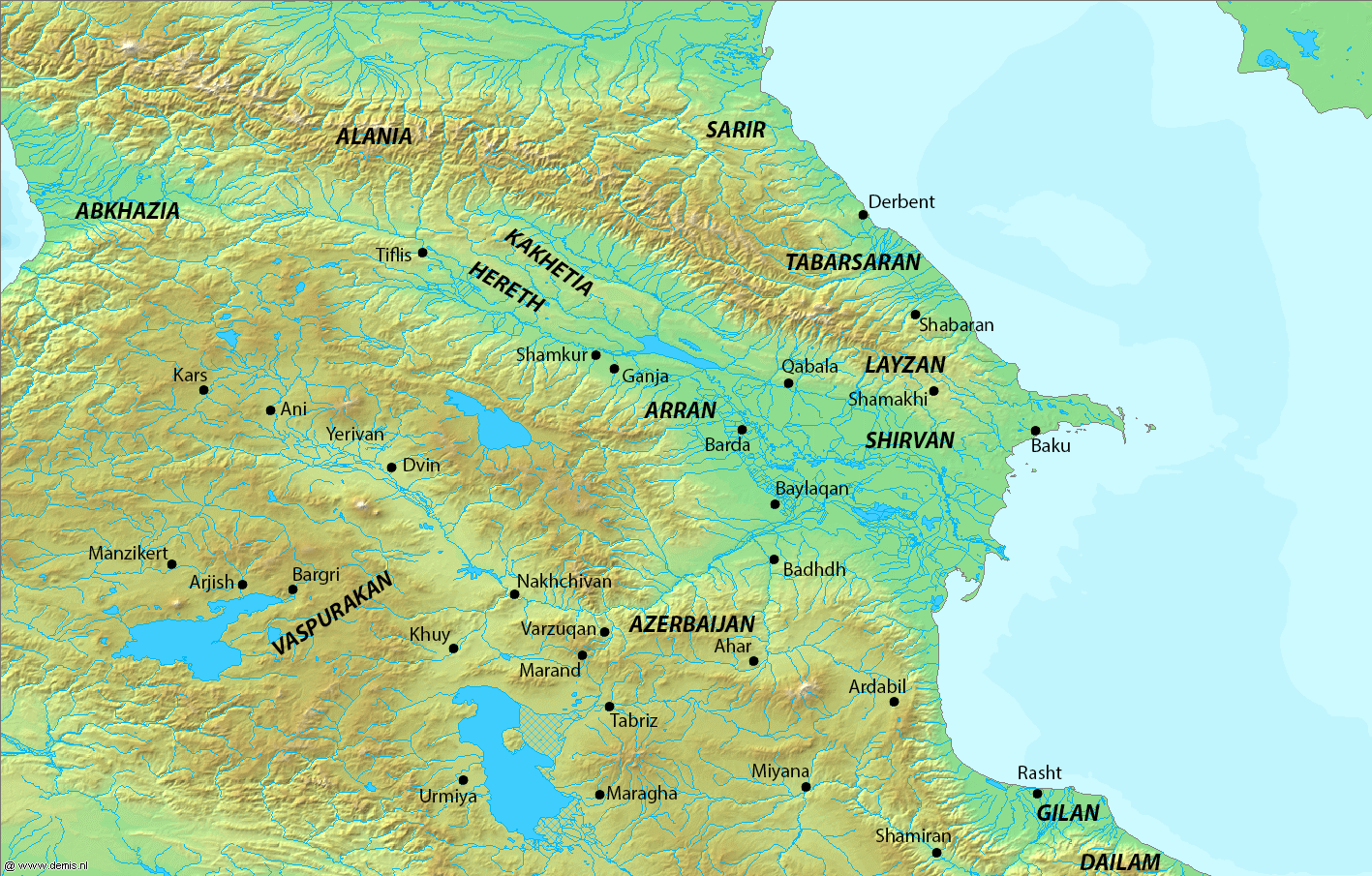
Mapa do Azerbaijão e Cáucaso

Após ganhar reconhecimento pelos iquíxidas, Ceife Adaulá fez uma série de campanhas de consolidação. Seu principal objetivo era estabelecer firme controle sobre o litoral sírio, bem como as rotas que conectavam-o ao interior. As operações lá incluíram um difícil cerco à fortaleza de Barzuia em 947–948, que era controlada por um líder brigante curdo, que de lá controlava o vale inferior do Orontes. Na Síria Central, uma revolta calbita e taita de inspiração carmata eclodiu no final de 949, liderada por cerco ibne Hirrate Alramade. Os rebeldes gozaram de sucesso inicial, inclusive capturando o governador hamadânida de Homs, mas foram rapidamente esmagados. No norte, as tentativas dos administradores hamadânidas para impedir que os beduínos interferissem com as comunidades árabes assentadas resultou em eclosões regulares de rebeliões entre 950 e 954, que foram suprimidas pelo exército de Ceife Adaulá.
Finalmente, em 955 uma grande rebelião eclodiu com envolvimento de todas as tribos, tanto beduínas como sedentárias, incluindo os aliados íntimos dos hamadânidas, os quilabitas. Ceife Adaulá resolveu a situação rapidamente, conduzindo cruel campanha de rápida supressão que incluiu repelir as tribos para o deserto para morrer ou capitular, bem como uma diplomacia que provocou a divisão entre os rebeldes. Assim, os quilabitas foram forçados a oferecer a paz e retornar para seu estatuto favorecido anterior, recebendo terras adicionais às custas dos calbitas, que foram repelidos de suas casas junto com os taitas e fugiram para o sul para assentarem-se nas planícies ao norte de Damasco e nas colinas de Golã, respectivamente. Ao mesmo tempo, os numairitas  foram também expulsos e encorajados a reassentar na Jazira em torno de Harrã.
A supressão da grande revolta tribal marcou, nas palavras de Hugh N. Kennedy, "o ponto mais alto do sucesso e poder de Ceife Adaulá". Por pouco tempo, durante aquele ano, sua suserania foi também reconhecida em partes do Azerbaijão em torno de Salmas, onde o curso Daiçam estabeleceu-se brevemente no controle até ser expulso e finalmente capturado por Marzubã ibne Maomé.

### Guerras com o Império Bizantino

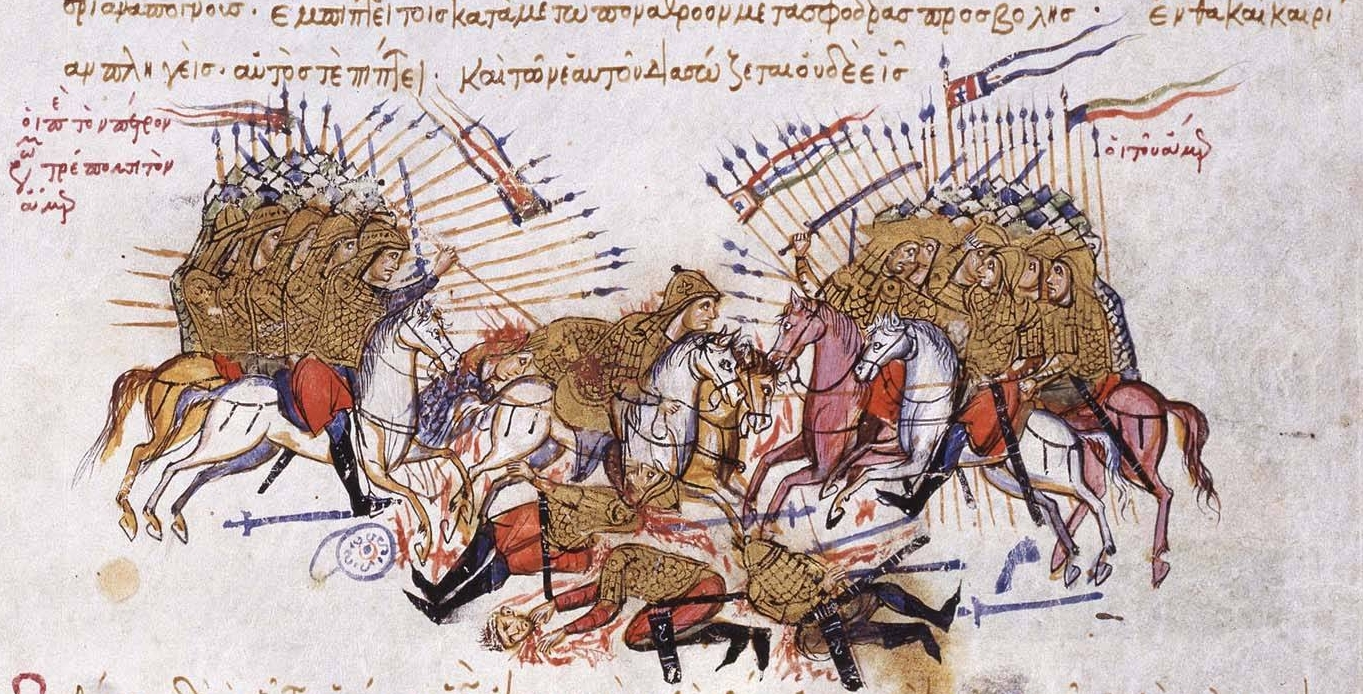
Batalha de Lalacão segundo Escilitzes de Madri

Mapa da Anatólia bizantina e a fronteira árabe-bizantina em meados do século IX

Através de sua assunção de controle sobre a fronteira siro-jazirana (o tugur) com o Império Bizantino em 945/946, Ceife Adaulá emergiu como o principal príncipe árabe a enfrentar os bizantinos, e a guerra com eles tornou-se sua principal preocupação. De fato, boa parte da reputação de Ceife Adaulá decorre da sua incessante, embora, em última instância, mal-sucedida guerra com o império.
No começo do século X, os bizantinos ganharam a dianteira sobre seus vizinhos muçulmanos orientais. O início do declínio do Califado Abássida depois de 861 (a Anarquia em Samarra) foi seguida pela Batalha de Lalacão em 863, que quebrou o poder do emirado fronteiriço de Melitene e marchou o começo da invasão bizantina gradual das zonas fronteiriças árabes. Embora o Emirado de Tarso na Cilícia permaneceu forte e Melitene continuou a resistir os ataques bizantinos, no meio século seguinte os bizantinos conseguiram superar os aliados paulicianos de Melitene e avançaram ao Eufrates superior, ocupando as montanhas ao norte da cidade. Finalmente, depois de 927, a paz em sua fronteira balcânica permitiu aos bizantinos, sob João Curcuas, virar suas forças para leste e começar uma série de campanhas que culminaram na queda e anexação de Melitene em 934, um evento que repercutiu entre os outros emirados muçulmanos. A ela seguiram Arsamósata em 940, e Calícala (a Teodosiópolis bizantina) em 949.
A avanço bizantino evocou uma grande resposta emocional no mundo muçulmano, com voluntários, tanto soldados como civis, se reunindo para participar na jiade. Ceife Adaulá foi também afetado por esta atmosfera, e tornou-se profundamente impregnado com o espírito da jiade. A ascensão dos irmãos hamadânidas ao poder nas províncias fronteiriças e na Jazira deve ser considerado no contexto da ameaça bizantina, bem como a manifesta incapacidade do governo abássida para frustrar a ofensiva bizantina. Nas palavras de Hugh Kennedy, "comparado com a inação ou indiferença de outros governantes muçulmanos, não é surpresa que a reputação popular de Ceife Adaulá permaneceu alta; ele foi um dos homens que tentaram defender a fé, o herói essencial da época".

#### Primeiras campanhas

Principados caucásicos, fronteira oriental bizantina e norte da Síria e Jazira no começo do século X

Ceife Adaulá entrou na briga contra os bizantinos em 936, quando liderou uma expedição para auxiliar Samósata, à época sitiada por eles. Uma revolta em sua retaguarda forçou-o a abandonar a campanha, e ele apenas conseguiu enviar alguns suprimentos para a cidade, que caiu logo depois. Em 938, invadiu a região em torno de Melitene e capturou o forte bizantino de Cárpete. Algumas fontes árabes relatam uma grande vitória sobre Curcuas, mas o avanço bizantino não parece ter sido afetado. Sua mais importante campanha nestes primeiros anos foi em 939–940, quando invadiu o sudoeste da Armênia e assegurou uma promessa de aliança e a rendição de algumas fortalezas dos príncipes locais — os cáicidas muçulmanos de Manzicerta, os bagrátidas cristãos do Principado de Taraunitis e Cacício I (r. 904–937/40) de Vaspuracânia — que começaram a desertar para o Império Bizantino, antes de virar-se para oeste e invadir território imperial próximo de Coloneia. Essa expedição temporariamente quebrou o campo bizantino em torno de Calícala, mas a preocupação de Ceife Adaulá com as guerras de seu irmão no Iraque nos anos seguintes significou que não daria continuidade com o plano. Essa foi a maior chance perdida; como o historiador Mark Whittow comenta, uma política mais continuada poderia ter feito uso da desconfiança dos príncipes armênios do expansionismo bizantino para forçar uma rede de clientes e conter os bizantinos. Em vez disso, aos últimos foi dada mão livre, permitindo-os pressionar e capturar Calícala, cimentando sua dominância sobre a região.

#### Fracassos e vitórias, 945–955

Zona fronteiriça bizantino-árabe

Temas bizantinos em 950

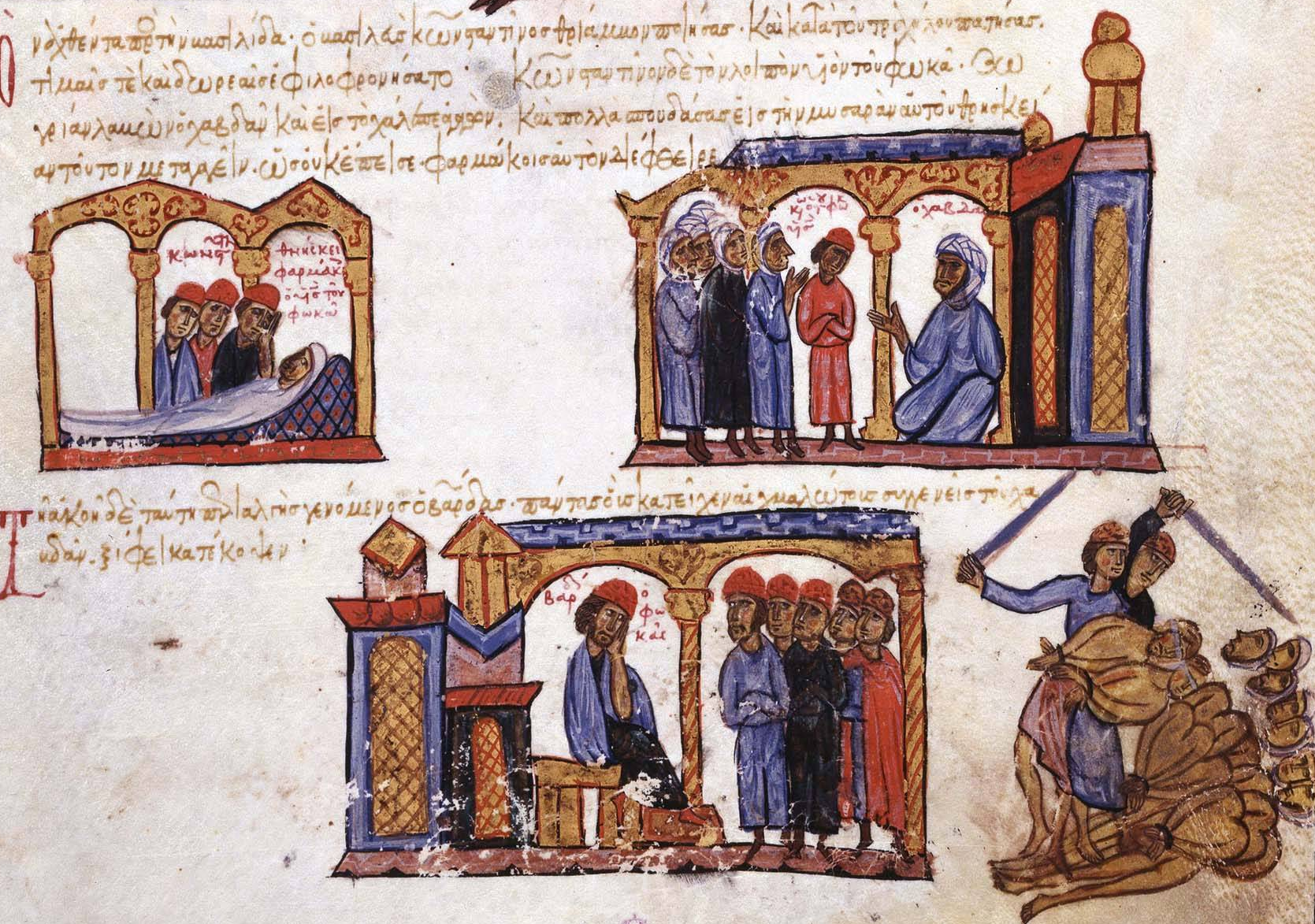
Envenenamento de Constantino Focas em seu cativeiro em Alepo (953/954). Seu pai,, furioso, ordena que todos os prisioneiros árabes que estavam com ele fossem executados

Após estabelecer-se em Alepo em 944, Ceife Adaulá recomeçou a guerra contra o Império Bizantino em 945/946. Desta vez, até o tempo de sua morte, foi o principal antagonista dos bizantinos no Oriente — pelo fim de sua vida diz-se que Ceife Adaulá lutou contra eles em mais de 40 batalhas. No entanto, apesar de seus raides frequentes e destrutivos contra as províncias fronteiriças bizantinas e na Ásia Menor, e suas vitórias em campo, seu estilo de guerra foi essencialmente defensivo, e ele nunca tentou seriamente desafiar o controle bizantino dos cruciais passos montanhosos ou concluir alianças com outros líderes locais num esforço para reverter as conquistas imperiais. Comparado ao Império Bizantino, Ceife Adaulá foi o governante de um principado menor, e não poderia confrontar os meios e números disponíveis ao ressurgente império: as fontes árabes contemporâneas relatam — com óbvio, mas no entanto indicativo, exagero — que os exércitos bizantinos eram compostos por 200 000 homens, enquanto a maior força de Ceife Adaulá era formada por 30 000.
Os esforços hamadânidas contra o Império Bizantino foram mais aleijados por sua dependência do sistema tugur. Por um lado, a zona fortificada militarizada do tugur foi muito cara para manter, e requeria provisões constantes de dinheiro e suprimentos das outras partes do mundo muçulmano para mantê-la. Uma vez sob controle hamadânida, o frágil califado perdeu qualquer interesse em fornecer estes recursos, enquanto as táticas da terra queimada dos bizantinos reduziram ainda mais a habilidade da área para alimentar-se. Além disso, as cidades do tugur eram frágeis por natureza, e sua aliança com Ceife Adaulá foi o resultado de sua liderança carismática e seus sucessos militares; uma vez que os bizantinos ganharam a dianteira e o prestígio hamadânida decaiu, as várias cidades tendiam a olharem para si. Ademais, a origem de Ceife Adaulá na Jazira afetou sua perspectiva estratégica, e foi provavelmente responsável por sua negligência em construir uma frota, ou prestar qualquer atenção ao Mediterrâneo, em contraste com a maioria dos poderes baseados na Síria ao longo da história.
O raide de inverno de Ceife Adaulá em 945/946 foi de escala limitada, e foi seguido por uma troca de prisioneiros. A guerra nas fronteiras então morreu por alguns anos, e recomeçou apenas em 948. Apesar de conseguir uma vitória sobre a invasão bizantina em 948, foi incapaz de evitar o saque de Adata, uma das principais fortalezas muçulmanas no tugur do Eufrates, por Leão Focas, o Jovem, um dos filhos do doméstico das escolas (comandante-em-chefe) Bardas Focas, o Velho. As expedições de Ceife Adaulá nos dois anos seguintes falharam. Em 949, invadiu o Tema de Licando, mas foi repelido, e os bizantinos avançaram para saquear Marache, derrotaram um exército társio e invadiram tão longe quanto Antioquia. No ano seguinte, Ceife Adaulá liderou uma grande força no território bizantino, arrasando os temas de Licando e Carsiano, mas em seu retorno foi emboscado por Leão Focas num passo montanhoso. No que tornou-se conhecido como ghazwat al-musiba, a "expedição terrível", Ceife Adaulá perdeu 8 000 homens e escapou por pouco.
Ceife Adaulá, no entanto, rejeitou oferecer a paz com os bizantinos, e lançou outro raide contra Licando e Melitene, persistindo até o início do inverno forçá-lo a se retirar. No ano seguinte, concentrou sua atenção em reconstruir as fortalezas da Cilícia e norte da Síria, incluindo Marache e Adata. Bardas lançou uma expedição para obstruir seus trabalhos, mas foi derrotado. Lançou outra campanha em 953, mas apesar de ter uma força consideravelmente maior a sua disposição, foi pesadamente derrotado próximo de Marache numa batalha celebrada pelos panegiristas de Ceife Adaulá. O comandante bizantino inclusive perdeu seu filho mais jovem, Constantino, que foi capturado. Outra expedição liderada por Bardas também foi derrotada, o que permitiu a Ceife Adaulá completar a refortificação de Samósata e Adata. O último ainda resistiu outro ataque bizantino em 955.

#### Supremacia bizantina, 956–962

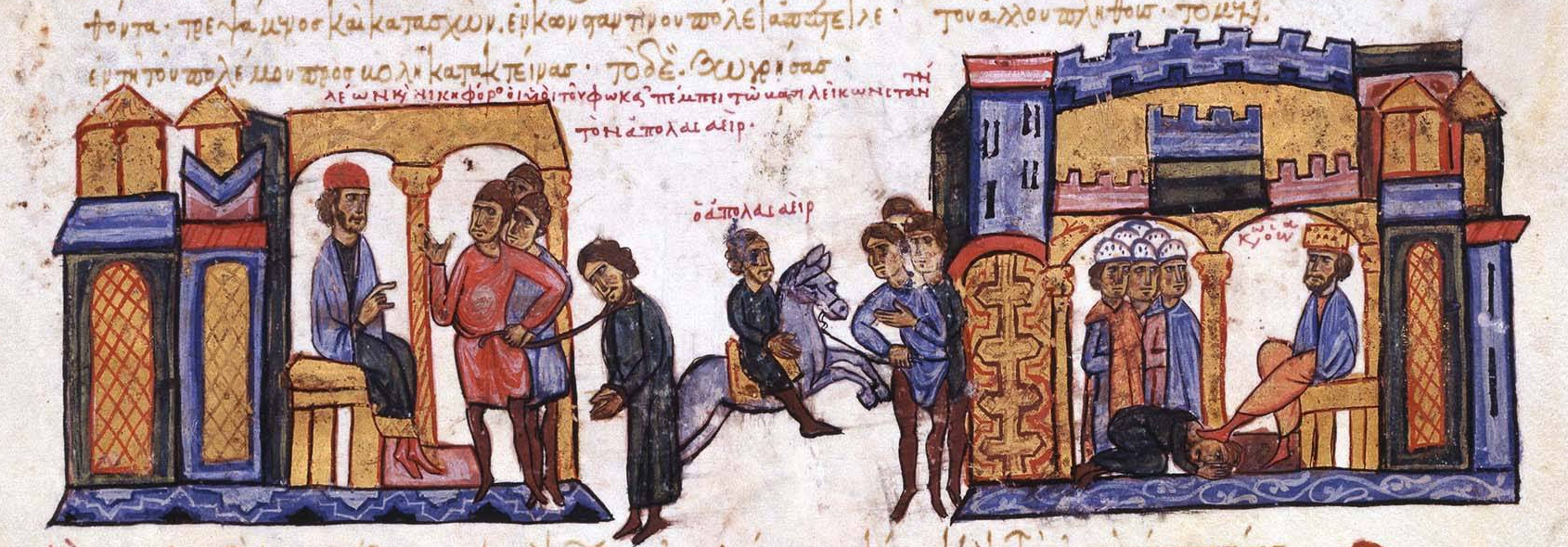
Leão Focas envia o general árabe cativo Apolaseir para Constantinopla

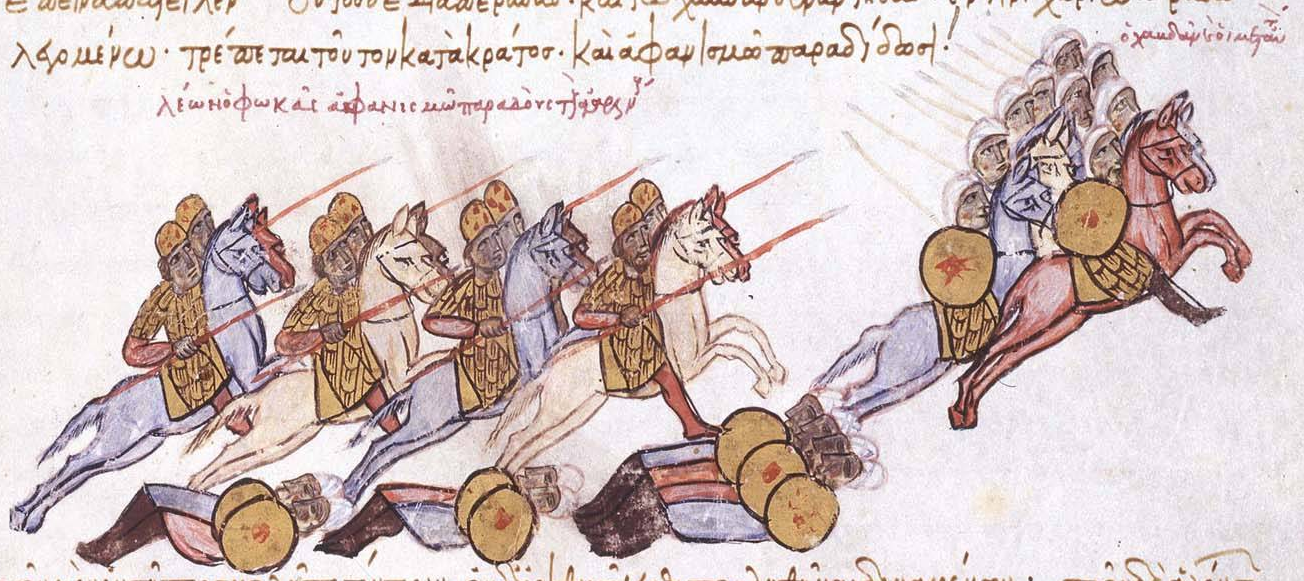
Leão Focas aniquila exército de Ceife Adaulá na Batalha de Andrasso (960)

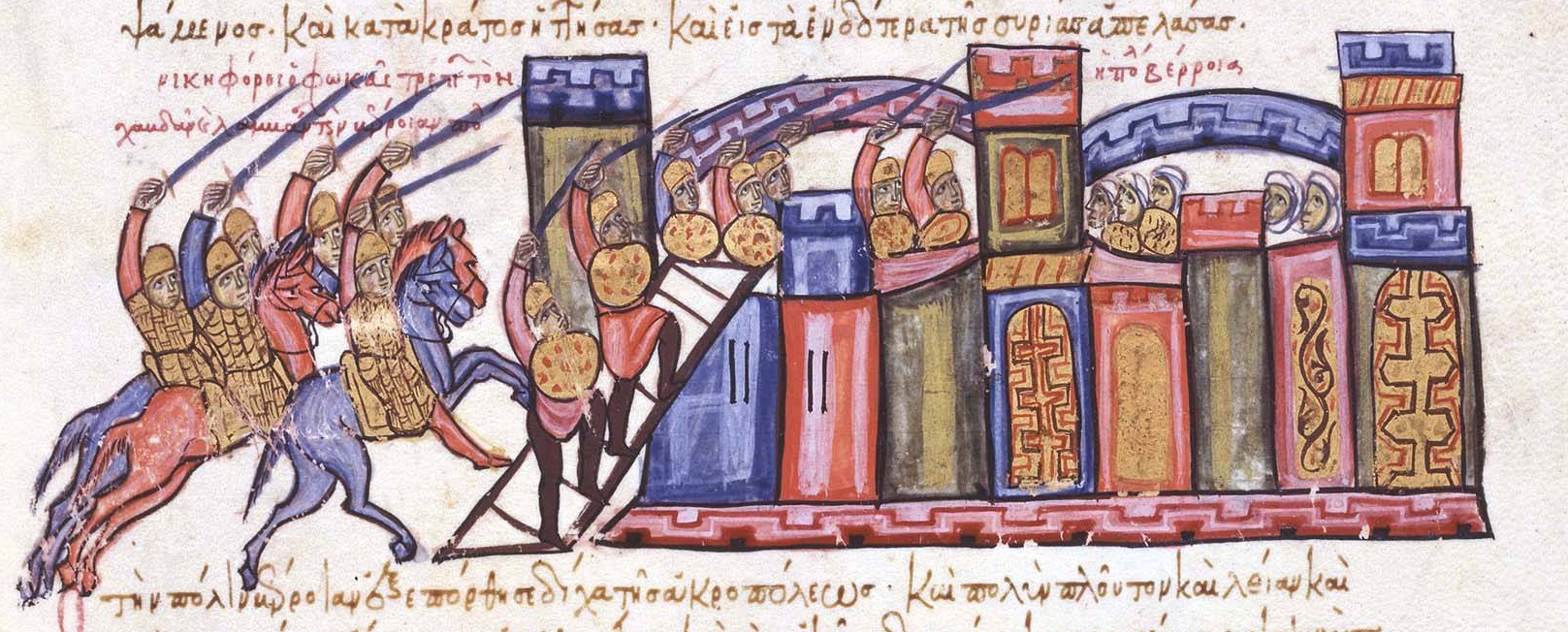
Conquista bizantina de Alepo (962)

As vitória de Ceife Adaulá levaram a substituição de Bardas por seu filho mais velho, Nicéforo Focas. Abençoado com subordinados capazes como seu irmão Leão e seu sobrinho João Tzimisces, Nicéforo provocaria a reversão da fortuna da luta de Ceife Adaulá com os bizantinos. O jovem general também beneficiou-se da cominação das reformas militares que criaram um exército mais profissional.
Na primavera de 956, Ceife Adaulá invadiu o território bizantino antes de Tzimisces conduzir um assalto planejado em Amida. Tzimisces então tomou um passo na retaguarda de Ceife Adaulá, e atacou-o durante seu retorno. A dura batalha, travada em meio a chuvas torrenciais, resultou numa vitória muçulmana com Tzimisces perdendo 4 000 homens. Ao mesmo tempo, contudo, Leão Focas invadiu a Síria e derrotou e capturou o primo de Ceife Adaulá, Apolaseir (Abul Axair), a quem deixou para trás em seu lugar. Mais tarde nesse ano, Ceife Adaulá foi obrigado a ir para Tarso para ajudar a repelir um raide da frota cibirreota bizantina. Em 957, Nicéforo tomou e arrasou Adata, mas Ceife Adaulá foi incapaz de agir ao descobrir uma conspiração de alguns de seus oficiais para rendê-lo aos bizantinos em troca de dinheiro. Ceife Adaulá executou 180 de seus gulans e mutilou mais 200 em retaliação. Na primavera seguinte, Tzimisces invadiu a Jazira, capturou Dara, e conseguiu uma vitória em Amida sobre um exército de 10 000 homens liderado por um dos tenentes favoritos de Ceife Adaulá, o circassiano Nadja. Junto com o paracemomeno Basílio Lecapeno, ele então invadiu Samósata e infligiu uma pesada derrota num exército de alívio sob Ceife Adaulá. Os bizantinos exploraram a fraqueza hamadânida e em 959 Leão Focas liderou um raide tão longe quanto Cirro, saqueando vários fortes em seu caminho.
Em 960, Ceife Adaulá tentou usar a ausência de Nicéforo Focas com muito de seu exército em sua expedição em Creta para restabelecer sua posição. Como líder de um grande exército, invadiu o território bizantino e saqueou a fortaleza de Carsiano. Em seu retorno, contudo, seu exército foi atacado e quase aniquilado numa emboscada de Leão Focas e suas tropas. Novamente, Ceife Adaulá conseguiu escapar, mas seu poderio militar foi quebrado. Os governadores locais começaram a fazer termos com os bizantinos por conta própria, e a autoridade hamadânida foi consideravelmente questionada mesmo em sua própria capital. Ceife Adaulá agora precisava de tempo, mas logo Nicéforo Focas retornou vitorioso de Creta no verão de 961, e começou preparativos para sua próxima campanha no Oriente. Os bizantinos lançaram seu ataque nos meses de inverno, pegando os árabes de surpresa. Eles capturaram Anazarbo na Cilícia, e seguiram uma política deliberada de devastação e massacre par expulsar a população muçulmana. Depois de Nicéforo reparar o território bizantino para celebrar a Páscoa, Ceife Adaulá entrou na Cilícia e reclamou o controle direto sobre a província. Ele começou a reconstruir Anazarbo, mas o trabalho foi deixado incompleto quando Nicéforo recomeçou sua ofensiva no outono, forçando a Ceife Adaulá a partir da região. Os bizantinos, com um exército de relatados 70 000 homens, avançou para tomar Marache, Sísio, Dolique e Mambije, assegurando assim os passos orientais sobre o Antitauro. Ceife Adaulá enviou seu exército ao norte sob Nadja para encontrar os bizantinos, mas Nicéforo ignorou-os. Em vez disso, o general bizantino liderou suas tropas ao sul e em meados de dezembro subitamente apareceram diante de Alepo. Depois de derrotar um exército não provisionado diante das muralhas da cidade, os bizantinos invadiram-a e saquearam-a, exceto a cidadela, que continuou a resistir. Os bizantinos partiram, levando aproximados 10 000 habitantes cativos, principalmente jovens. Retornando a sua capital arruinada e quase-deserta, Ceife Adaulá repovoou-a com refugiados de Quinacerim.

### Doença, rebeliões e morte
Em 963, os bizantinos mantiveram-se quietos, pois Nicéforo estava planejando ascender ao trono imperial, mas Ceife Adaulá foi perturbado pelo início de hemiparesia bem como o agravamento de desordens intestinais e urinárias, que confinaram-o a uma liteira. A doença limitou a capacidade de Ceife Adaulá para intervir pessoalmente nos assuntos de seu Estado; logo abandonou Alepo aos cuidados de seu camareiro, Carcuia, e gastou a maior parte de seus anos finais em Maiafarquim, deixando seus gulans seniores para cuidar do fardo da guerra contra os bizantinos e as várias rebeliões que eclodiram em seus domínios. O declínio físico de Ceife Adaulá, atrelado a seus fracassos militares, especialmente a captura de Alepo em 962, significaram que sua autoridade ficou abalada entre seus subordinados, pra quem o sucesso militar era prerrequisito para a legitimidade política.
Assim, em 961, o emir de tarso, ibne Azaiate, sem sucesso tentou retornar sua província aos abássidas. Em 963, seu sobrinho, o governador de Harrã, Hibatalá, rebelou-se após matar o confiável secretário cristão de Ceife Adaulá em favor de seu pai, Nácer Adaulá. Nadja foi enviado para subjugar a rebelião, forçando Hibatalá a fugir à corte de seu pai, mas então Nadja rebelou-se e atacou Maiafarquim, defendida pela esposa de Ceife Adaulá, com a intenção de dá-la aos buídas. Ele falhou, e retirou-se à Armênia, onde conseguir tomar algumas fortalezas em torno do lago de Vã. No outono de 964, novamente tentou tomar Maiafarquim, mas foi obrigado a abandoná-la para subjugar uma revolta em seus domínios armênios. Ceife Adaulá viajou à Armênia para encontrar seu antigo tenente. Nadja ressubmeteu sua autoridade sem resistência, mas foi assassinado no inverno de 965 em Maiafarquim, provavelmente a pedido da esposa de Ceife Adaulá.
No entanto, apesar de sua enfermidade e o espalhar da fome em seus domínios, em 963 lançou três raides na Ásia Menor. Um deles alcançou tão longe quanto Icônio, mas Tzimisces, nomeado sucessor de Nicéforo como doméstico do Oriente, respondeu lançando uma invasão da Cilícia no inverno. Ele destruiu um exército árabe no "Campo de Sangue" próximo de Adana, e sem sucesso sitiou Mopsuéstia antes da carência de suprimentos forçá-lo a retornar. No outono de 964, Nicéforo, agora imperador, novamente fez campanha no Oriente, e encontrou pouca resistência. Mopsuéstia foi sitiada, mas resistiu, até a fome que assolava a província forçar os bizantinos a se retirarem. Nicéforo, contudo, retornou no ano seguinte e atacou a cidade e deportou seus habitantes. Em 16 de agosto de 965, Tarso foi rendida por seus habitantes, que conseguiram salvo-conduto para Antioquia. A Cilícia tornou-se uma província bizantina, e Nicéforo começou a recristianizá-la.

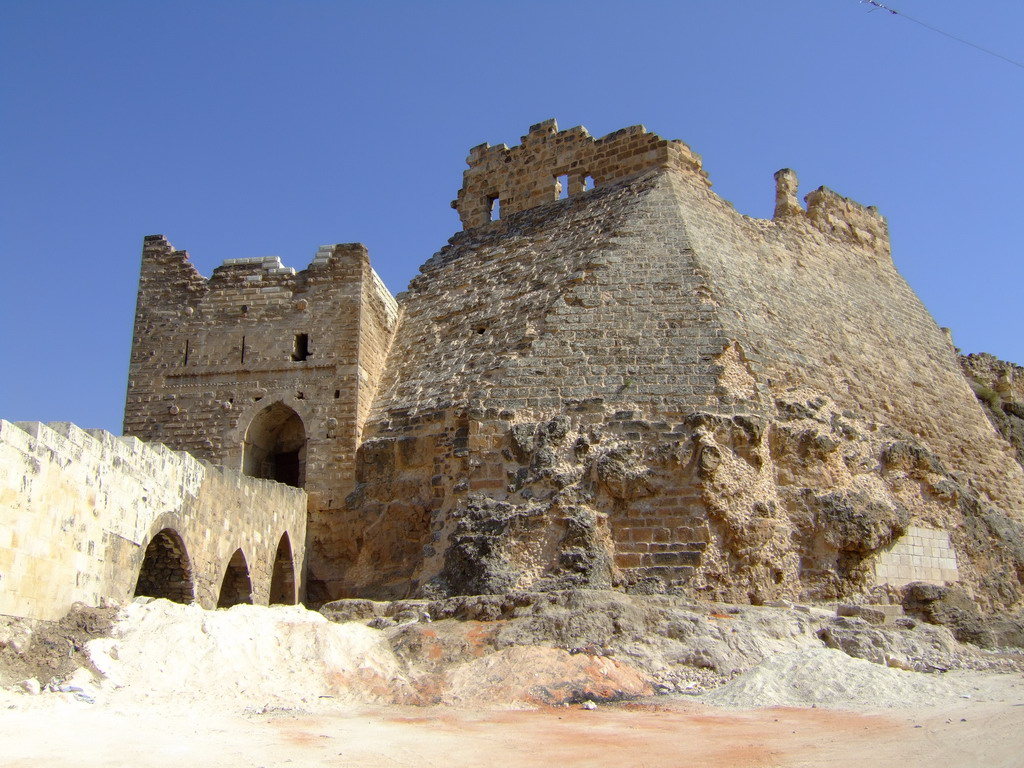
Ruínas da fortaleza de Xaizar

Expansão do Califado Fatímida

O ano de 965 também viu duas outras rebeliões de larga escala dentro dos domínios de Ceife Adaulá. A primeira foi liderada por um antigo governador da costa, o ex-carmata Maruane Alucaili, que cresceu à dimensões ameaçadoras: os rebeldes capturaram Homs, derrotaram um exército enviado contra eles e avançaram para Alepo, mas Alucaili foi ferido na batalha pela cidade e morreu pouco depois. No outono, uma rebelião mais série eclodiu em Antioquia, liderada pelo antigo governador de Tarso, Raxique ibne Abedalá Alnacimi. A rebelião foi obviamente motivada pela incapacidade de Ceife Adaulá para impedir o avanço bizantino. Após reunir um exército na cidade, Raxique conduziu-o para sitiar Alepo, que foi defendida pelos gulans de Ceife Adaulá, Carcuia e Bixara. Três meses em cerco, os rebeldes tomaram posse de parte da cidade inferior, quando Raxique foi morto. Ele foi sucedido por um dailamita chamado Dizbar. Dizbar derrotou Carcuia e tomou Alepo, mas então partiu da cidade para tomar controle do resto do norte da Síria. No mesmo ano, Ceife Adaulá foi também pesadamente afetado pela morte de seus filhos filhos, Abul Macarim e Abul Baracate.
No começo de 966, Ceife Adaulá pediu e recebeu uma curta trégua e uma troca de prisioneiros com os bizantinos, conduzida em Samósata. Ele comprou a liberdade de muitos muçulmanos cativos a grande custo, apenas para vê-los se unirem às forças de Dizbar. Ceife Adaulá resolveu confrontar o rebelde: carregado em sua liteira, retornou para Alepo, e no dia seguinte derrotou o exército rebelde, ajudado pela deserção dos quilabitas do exército de Dizbar. Os rebeldes sobreviventes foram severamente punidos. Contudo, Ceife Adaulá era estava incapaz de confrontar Nicéforo quando ele recomeçou seu avanço. O governante hamadânida fugiu para a segurança de sua fortaleza em Xaizar, enquanto os bizantinos invadiram a Jazira, antes de retornarem ao norte da Síria, onde lançaram ataques contra Mambije, Alepo e mesmo Antioquia, cujo recém-nomeado governador, Taquiadim Maomé ibne Muça, desertou para eles com o tesouro da cidade. No começo de fevereiro de 967, Ceife Adaulá retornou para Alepo, onde morreu alguns dias depois (embora uma fonte alegue que ele morreu em Maiafarquim). seu corpo foi embalsamado e sepultado num mausoléu em Maiafarquim ao lado de sua mãe e irmã. Um tijolo feito de pó recolhido de sua armadura após suas campanhas foi relatadamente colocado sobre sua cabeça. Ele foi sucedido por seu único filho sobrevivente (de sua prima Saciná), o jovem de 15 anos Abu Almali Xarife, melhor conhecido como Sade Adaulá. O reinado de Sade Adaulá foi marcado por tumulto interno, e não foi até 977 que ele foi capaz de assegurar o controle sobre sua própria capital. Por esse tempo, o emirado estava quase sem poder e tornou-se zona de contenção entre os bizantinos e o novo poder do Oriente Médio, o Califado Fatímida do Egito.

## Legado

### Atividade e legado cultural

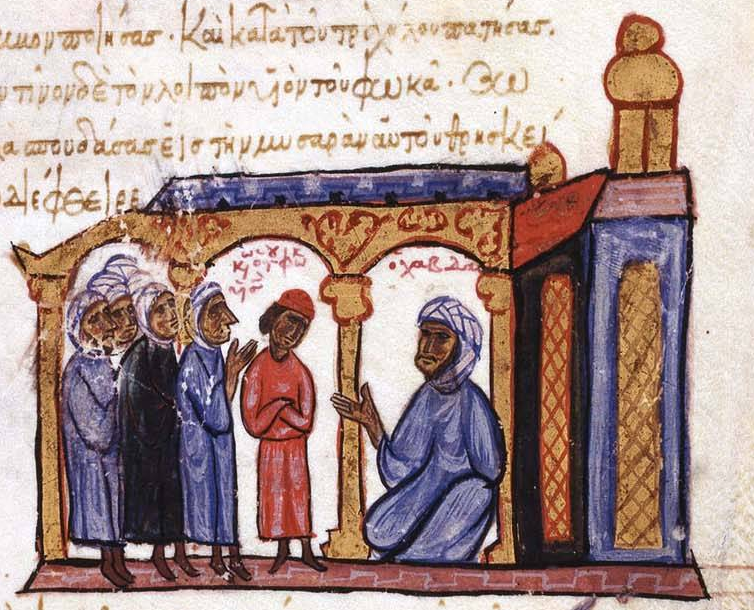
Descrição de Ceife Adaulá ("o Habdano") e sua corte; Escilitzes de Madri (século XIII)

Ceife Adaulá esteve cercado por figuras intelectuais proeminentes, mais notadamente os grandes poetas Almotanabi e Abu Firas, o sacerdote ibne Nubata, o gramático ibne Jini, e o notório filósofo Alfarábi.[b] O tempo de Almotanabi na corte de Ceife Adaulá foi considerado o pináculo de sua carreira como poeta. Durante seus nome anos em Alepo, Almotanabi escreveu 22 grandes panegíricos para Ceife Adaulá, que, segundo o arabista Margaret Larkin, "demonstraram parte de afeição real misturada com a louvação convencional da poesia árabe pré-moderna." O celebrado historiador e poeta Abu Alfaraje de Ispaã, também fez parte da corte hamadânida, e dedicou sua maior enciclopédia de poesia e canções, Kitab al-Aghani, para Ceife Adaulá. Abu Firas foi o primo de Ceife Adaulá e foi criado em sua corte, enquanto Ceife Aldualá casou com sua irmã Saciná e nomeou-o governador de Mambije e Harrã. Abu Firas acompanhou Ceife Adaulá em suas guerras contra os bizantinos e foi levado prisioneiro duas vezes. Foi durante seu segundo cativeiro em 962–966 que ele escreveu seus famosos poemas Rumiyyat ("romano", ou seja, bizantino). O patrocínio de Ceife Adaulá aos poetas também teve um útil dividendo político: o poeta cortesão tinha como dever celebrar seu patrão em sua obra, e a poesia ajudava a espalhar a influência de Ceife Adaulá e sua corte através do mundo muçulmano. Se Ceife Adaulá prestou especial atenção nos poetas, sua corte continha estudiosos versados em estudos religiosos, história, filosofia e astronomia, de modo que, como S. Humphreys comenta, "em seu tempo Alepo poderia certamente ter mantido sua [...] própria como qualquer corte na Itália renascentista."
Ceife Adaulá também foi incomum à Síria do século X em sua amizade com o xiismo duodecimano num país unicamente sunita. Durante seu reinado, o fundador da seita alauita, Alcácibi, beneficiou-se do patrocínio de Ceife Adaulá. Alcácibi tornou Alepo um centro estável para sua nova seita, e enviou sacerdotes de lá tão longe quanto a Pérsia e Egito com seus ensinamentos. Seu principal trabalho teológico, Kitab al-Hidaya al-Kubra, foi dedicado a seu patrão hamadânida. A promoção ativa de Ceife Adaulá do xiismo começou um processo através do qual a Síria veio a abrigar uma grande população xiita no século XII. Além disso, Ceife Adaulá desempenhou papel crucial na história das duas cidades escolhidas como suas capitais, Alepo e Maiafarquim. Sua escolha elevou-as da obscuridade para o estatuto de grandes centros urbanos; Ceife Adaulá prestou-lhes atenção, embelezando-as com novos edifícios, bem como tomando conta de sua fortificação. Alepo especialmente beneficiou-se do patrocínio de Ceife Adaulá: especialmente notório e o grande Palácio de Halba fora de Alepo, bem como os jardins e aqueduto que ele construiu lá. A ascensão de Alepo como principal cidade do norte da Síria remonta a seu reinado.

### Legado político

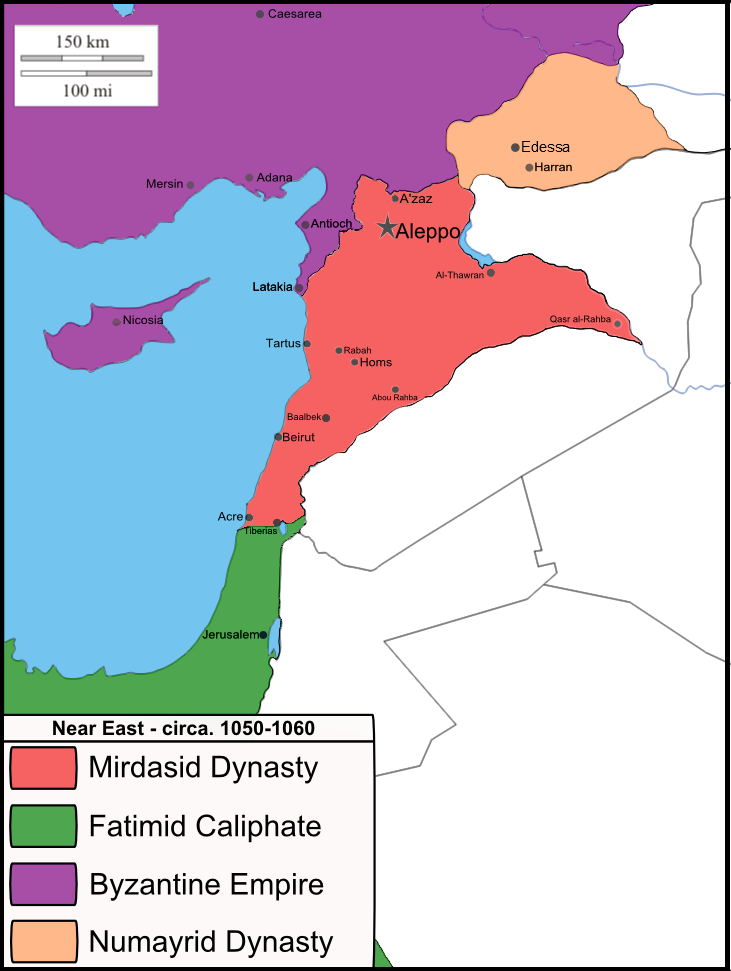
Emirado de Alepo sob os mirdássidas

Ceife Adaulá permaneceu até hoje como um dos líderes árabes medievais melhor conhecidos. Sua bravura e liderança na guerra contra os bizantinos, apesar dos especiais revezes, suas atividades literárias e patrocínio dos poetas que emprestaram a sua corte um incomparável brilho cultural, e calamidades que abateram-se sobre ele próximo a seu fim — derrota, doença e traição — fizeram-o, nas palavras de Th. Bianquis, "de seu tempo até hoje", a personificação do "ideal cavalheiresco árabe em seu aspecto mais trágico."
No entanto, a imagem apresentada por seus contemporâneos sobre o impacto das políticas de Ceife Adaulá é menos favorável: o cronista do século X ibne Haucal, que viajou aos domínios hamadânidas, pintou uma imagem lúgubre da opressão econômica e exploração do povo comum, relacionada com a prática hamadânida de expropriação de extensas propriedades nas zonas mais férteis e práticas de monocultura de cereais destinadas a alimentar a crescente população de Bagdá. Isso esteve atrelado com a alta tributação — diz-se Ceife Adaulá e Nácer Adaulá tornaram-se os príncipes mais ricos no mundo muçulmano — o que permitiu-lhes manter suas custosas cortes, mas ao alto preço da prosperidade a longo prazo de seus súditos. Segundo Hugh Kennedy "mesmo a capital de Alepo parece ter sido mais próspera sob a subsequente dinastia mirdássida que sob os hamadânidas", enquanto Bianquis alega que as guerras e políticas econômicas de Ceife Adaulá contribuíram para a alteração permanente na paisagem das regiões que governou: "ao destruir pomares e jardins de mercados periurbanos, ao enfraquecer a uma vez brilhante policultura e ao despovoar o sedentário terreno de estepe das regiões, os hamadânidas contribuíram à erosão da terra desmatada à apreensão das tribos semi-nômades das terras agriculturáveis destas regiões no século XI".
Seu registro militar também foi, no fim, fracassado: o avanço bizantino continuou até sua morte, culminando na queda de Antioquia em 969. Alepo foi transformada num Estrado vassalo tributário do Império Bizantino, e pelos próximos 50 anos tornou-se zona de contenção entre bizantinos e um novo poder muçulmano, o Califado Fatímida centrado no Egito. A derrota militar hamadânida foi no fim inevitável, dada a disparidade de força e recursos com o Império Bizantino. Essa fraqueza foi consequência do não apoio de Nácer Adaulá a seu irmão em suas guerras, a preocupação hamadânida com revoltas internas, e a fraqueza de sua autoridade sobre muitos de seus domínios. Como o historiador Mark Whittow comenta, a reputação marcial de Ceife Adaulá frequentemente mascara a realidade que seu poder foi "um tigre de papel, com pouco dinheiro, poucos soldados e com uma pequena base real nos territórios por ele controlados".